# نعمة الباقر
نعمة الباقر (انگلیسی: Nima Elbagir، عربی: نعمة الباقر؛ زادهٔ ژوئیه ۱۹۷۸) روزنامه‌نگار سودانی اهل بریتانیا است. او هم‌اکنون از خبرنگاران سی‌ان‌ان است.